# Winter-Universiade 2013/Curling
Bei der Winter-Universiade 2013 wurden fünf Wettkämpfe im Curling ausgetragen.

## Bilanz

### Medaillenspiegel
| Platz  | Land           | Gold | Silber | Bronze | Gesamt |
| ------ | -------------- | ---- | ------ | ------ | ------ |
| 1      | Russland       | 1    | –      | –      | 1      |
| 1      | Schweden       | 1    | –      | –      | 1      |
| 3      | Großbritannien | –    | 1      | –      | 1      |
| 3      | Südkorea       | –    | 1      | –      | 1      |
| 5      | Kanada         | –    | –      | 1      | 1      |
| 5      | Schweiz        | –    | –      | 1      | 1      |
| Gesamt | Gesamt         | 2    | 2      | 2      | 6      |

### Medaillengewinner
| Disziplin | Gold                                                                                             | Silber                                                                            | Bronze                                                                             |
| --------- | ------------------------------------------------------------------------------------------------ | --------------------------------------------------------------------------------- | ---------------------------------------------------------------------------------- |
| Männer    | SchwedenOskar Eriksson Kristian Lindström Markus Eriksson Christoffer Sundgren                   | GroßbritannienKyle Smith Thomas Muirhead Kyle Waddell Cameron Smith Derrick Sloan | KanadaBrendan Bottcher Mick Lizmore Brad Thiessen Karrick Martin Parker Konschuh   |
| Frauen    | RusslandAnna Sidorowa Margarita Fomina Alexandra Saitowa Jekaterina Galkina Wiktorija Moissejewa | SüdkoreaKim Ji-sun Gim Un-chi Um Min-ji Lee Seul-bee                              | SchweizMichèle Jäggi Marisa Winkelhausen Melanie Barbezat Nora Baumann Corina Mani |